# Qigong
Qigong, chi kung ou kikō (em chinês simplificado: 气功; chinês tradicional: 氣功; pinyin: Qìgōng; Wade-Giles: ch'i4 kung1; em japonês: kikō (気功); em tailandês: ชี่กง) é um termo de origem chinesa que se refere ao trabalho ou exercício de cultivo da energia. Estes exercícios têm a finalidade de estimular e promover uma melhor circulação de energia qi (energia vital) no corpo.

## História

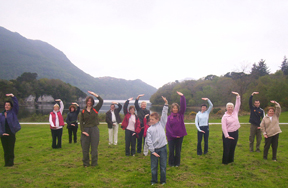
Dia Mundial do Taiji Quan e do Qigong na Irlanda.

O qigong não foi criado por um único indivíduo e resulta de milhares de anos de experiências dos chineses no uso da energia para tratar doenças, promover a saúde e a longevidade, melhorar as habilidades de luta, expandir a mente, alcançar diferentes níveis de consciência e desenvolver a espiritualidade.
As diversas técnicas de Qigong desenvolveram-se separadamente em diversos locais da China, mas em muitos casos influenciaram-se mutuamente.
Derivado de técnicas milenares conhecidas como Dao Yin, o Qigong como é praticado nos dias de hoje remonta à época da Dinastia Han (206 aC - 220 dC), quando começou a ser sistematizado. O próprio termo Qigong é relativamente recente, data do início do século XX, sendo aplicado hoje a múltiplos exercícios para desenvolvimento da força (física, energética, mental ou espiritual) ou para fins terapêuticos, mediante a utilização da Energia Vital - qi ou chi.

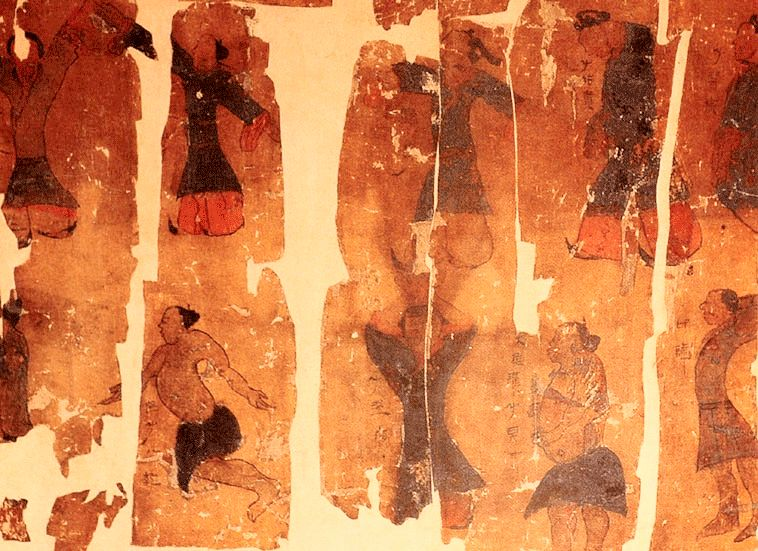
Fragmentos de diagrama possivelmente representando formas de Qigong, encontrado em uma tumba da Dinastia Han, na cidade chinesa de Ma Wang Tui.

Um dos documentos históricos mais antigos retratando o que atualmente conhecemos como Qigong é o diagrama pintado em seda encontrado na tumba da cidade chinesa de Ma Wang Tui, datado do período da Dinastia Han.

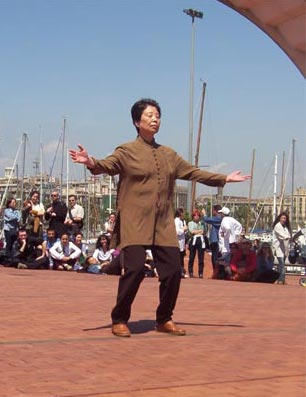
Hu Yuen Xian demonstra o qigong da calma e do movimento.

Diversos estudos científicos sobre a eficiência das práticas de Qigong e seus princípios estão sendo realizados atualmente (veja as referências indicadas abaixo entre as "Ligações externas"). Durante os primeiros anos da década de 1970 foram realizadas pesquisas pioneiras sobre o Qigong, que comprovaram seus efeitos no corpo humano e a existência do "Qi" através de métodos científicos ocidentais. Destas se destaca a de Gu Hansen e Lin Houshen, do Instituto de Qigong e Medicina Chinesa de Shanghai, que comprovaram que o Qi pode ser medido por sensores infravermelhos; seus resultados foram aceitos e debatidos com entusiasmo pela maioria da comunidade científica internacional.[carece de fontes?] Também inovadoras foram as pesquisas do mestre Yan Xin.[carece de fontes?].
Apesar de ainda ser uma prática vista com ceticismo por muitos membros da comunidade médica no ocidente, a Organização Mundial da Saúde (OMS) a incluiu entre as formas de Medicina Tradicional Chinesa que recomenda incluir nos sistemas de saúde, orientação à qual a legislação brasileira atualmente procura se adequar.

## No Brasil
A divulgação do Qigong no Brasil recebeu importantes contribuições de diversos mestres de origem chinesa que se radicaram no país.
A partir de 1975 os mestres Liu Pai Lin e Liu Chih Ming (pai e filho) começaram a realizar sua transmissão das práticas taoístas em São Paulo, centradas no Instituto Pai Lin de Ciência e Cultura Oriental e no Centro de Estudos de Medicina Tradicional Chinesa (CEMETRAC).
Em 1986 o mestre Wang Te Cheng chega ao Brasil e introduz uma variedade de técnicas para trabalho de energia, inclusive o avançado sistema Zhan Zhuang Qigong.
Desde 1988 o mestre Cao Yin Ming é responsável pela fusão dos conhecimentos tradicionais que recebeu de seus mestres com a instrução científica aprendida durante seu estudo no Instituto de Qigong e Medicina Chinesa de Shanghai, culminando com a fundação do Instituto de Acupuntura e Qi Gong China-Brasil, atualmente denominado Instituto de Acupuntura e Cultura Chinesa (veja as referências na seção "Ligações externas").
Ao retornar em 1990 de seus estudos na China, o mestre e alto sacerdote Wu Jyh Cherng começa a organizar no Rio de Janeiro o grupo que deu origem à Sociedade Taoista do Brasil, aprofundando referências das práticas de Qigong no daoismo religioso.
Algumas modalidades de Kung Fu, principalmente as de estilos clássicos, costumam praticar o Qigong. Entre estes estilos podemos citar: Hsin -YI- Vin Tsun- Kak Kan Chun(?).
Por mais de trinta anos, no Brasil, poderemos encontrar diversos tipos e metodologias da aplicação do Qigong.

## Classificações

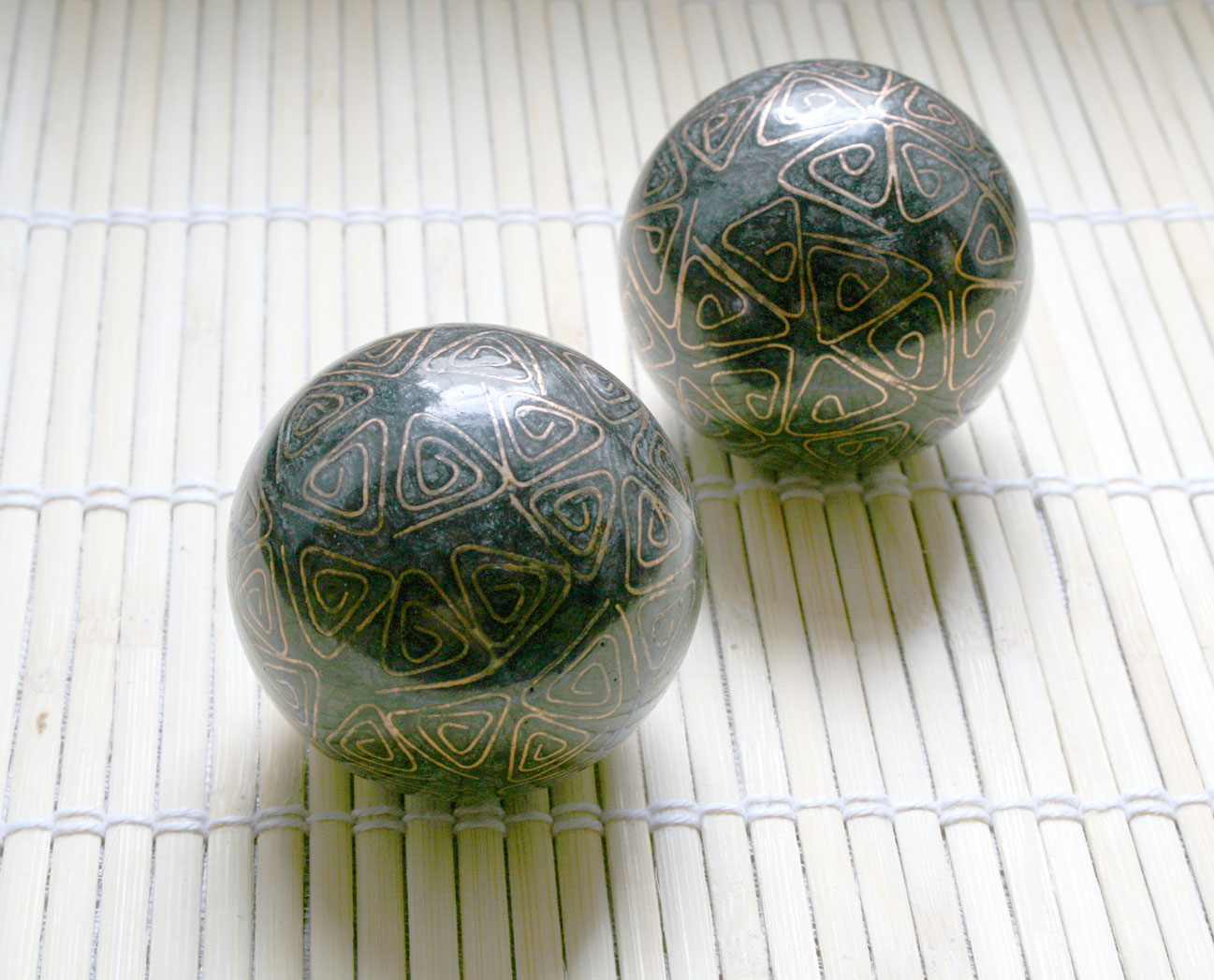
Bolas utilizadas em práticas de Qigong para energizar as mãos.

Existem milhares de variações destas práticas. Qigong é um termo com sentido tão amplo quanto o da palavra ginástica no Ocidente, podendo ser aplicado a práticas com características muito diversas.
Um dos critérios para classificação dos movimentos os divide em duas linhas, os estáticos e os dinâmicos. Têm em comum a busca da união do corpo e da mente num equilíbrio harmonioso.
Algumas formas de Qigong constituem não apenas como uma forma terapêutica de melhorar a saúde do praticante, mas também como um instrumento para tratar da saúde de outras pessoas. A forma mais comum utiliza da imposição das mãos e da intenção do terapeuta de canalizar ou transmitir um pouco de sua própria energia ao paciente.
Sua prática é também associada a diversas artes marciais chinesas, como o Taiji Quan. Nesse contexto, além de ser uma forma de aprimorar a saúde do praticante, o Qigong também pode ser empregado como método de defesa ou de ataque.
Hoje profundamente divulgado no sul do Brasil, por Mestres Daoístas e de Kung Fu.
Escolas
Os diferentes tipos de Qigong também podem ser classificados em cinco principais escolas, em função das influências recebidas ou de seus propósitos:
- Escola Terapêutica (Yi Jia): visa o fortalecimento do corpo e da mente, o tratamento de doenças e a longevidade;
- Escola Marcial (Wu Jia): objetiva o fortalecimento do corpo e da mente e o desenvolvimento de habilidades marciais;
- Escola Daoista (Dao Jia): tem como principal objetivo o desenvolvimento espiritual, através do controle da respiração e da visualização;
- Escola Budista (Fo Jia): objetiva principalmente o desenvolvimento espiritual através da meditação; e
- Escola Confucionista (Ru Jia): seu objetivo principal é o desenvolvimento mental/intelectual.

Sistemas
Podem ser destacados entre os  sistemas de Qigong mais conhecidos na atualidade as seguintes práticas:
- Baduanjin (八段錦):  oito peças de brocado
- Zhan Zhuang (站樁): permanecer quieto como uma árvore
- Yijinjing (易筋經): renovação dos músculos e tendões
- Wuqinxi (五禽戲): o jogo dos cinco animais
- Lian Gong
- Chan Si Gong (纏絲功): enrolar o fio de seda
- Universal Dao

## Inspiração da natureza

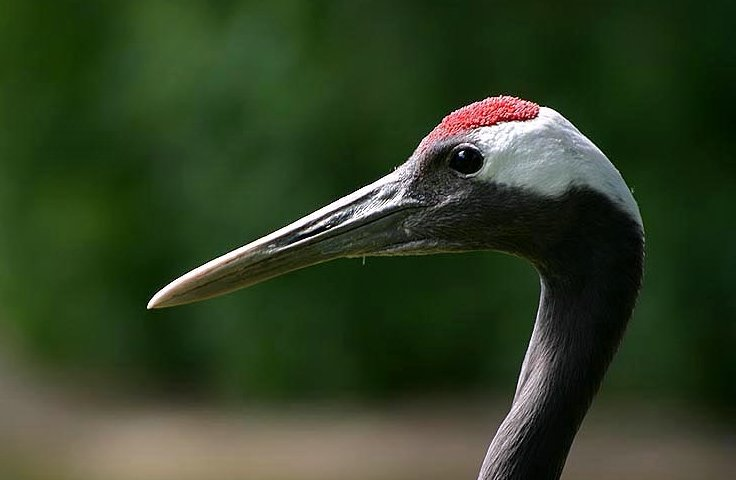
Grou de crista vermelha: os daoistas observaram os movimentos rituais destas aves como inspiração para a criação de diversos movimentos de qigong.

Segundo a tradição chinesa, diversos movimentos de Qigong foram criados pelos sábios daoistas a partir da compreensão de princípios da Natureza e da observação dos movimentos dos animais considerados por eles como mais espiritualizados.

## O Grou

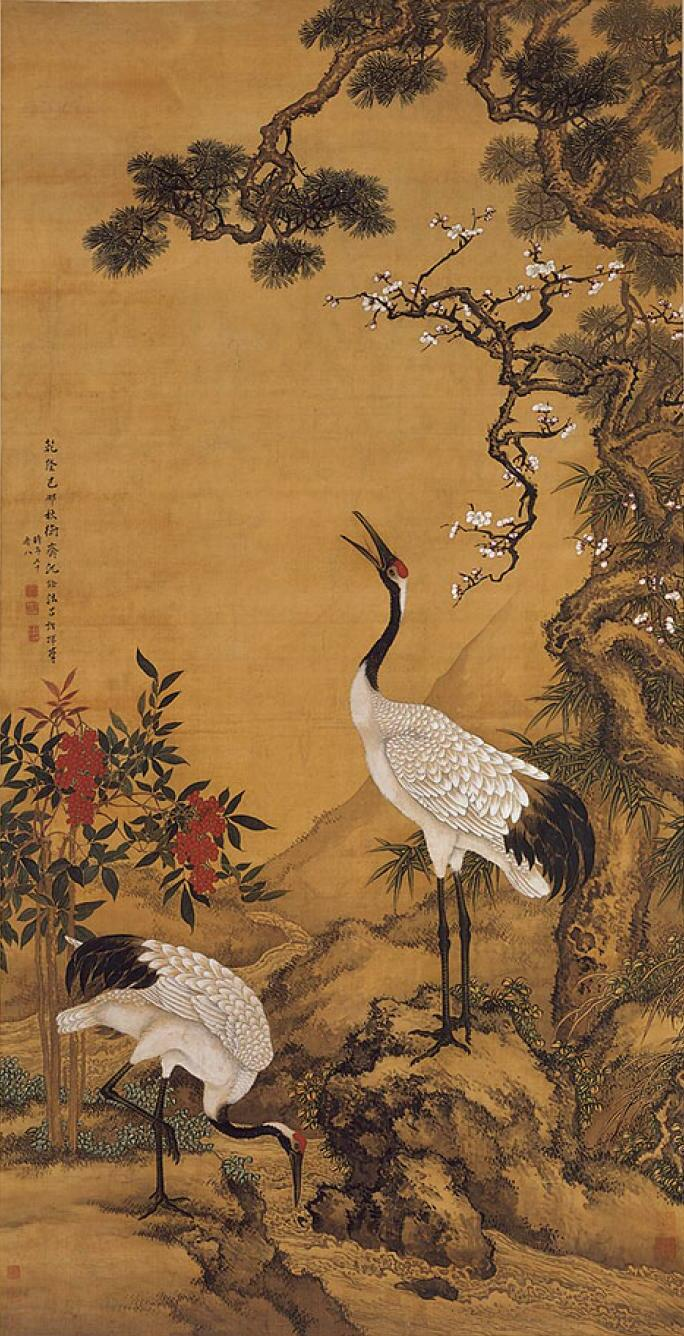
Grou de crista vermelha (G. japonensis): ave considerada sagrada na China e no Japão.

O Grou de crista vermelha (G. japonensis) é uma ave considerada sagrada na China e no Japão, tema de diversas pinturas, esculturas, e ornamentos.
Na sequência das "12 formas de Qigong" ensinada entre as práticas de Taiji Pai Lin, há duas formas inspiradas no grou de crista vermelha (Grus japonensis), a "Respiração do Grou" e o "Passo do Grou".
Na sequência dos "Exercícios para a Saúde dos 12 Órgãos Internos (panos de seda)" há também 3 movimentos inspirados na observação do grou.
Um dos treinamentos propostos nestes exercícios se assemelha ao tipo de alongamento do pescoço representado na pintura ao lado pela imagem da ave que levanta seu bico para cantar.

## A Tartaruga

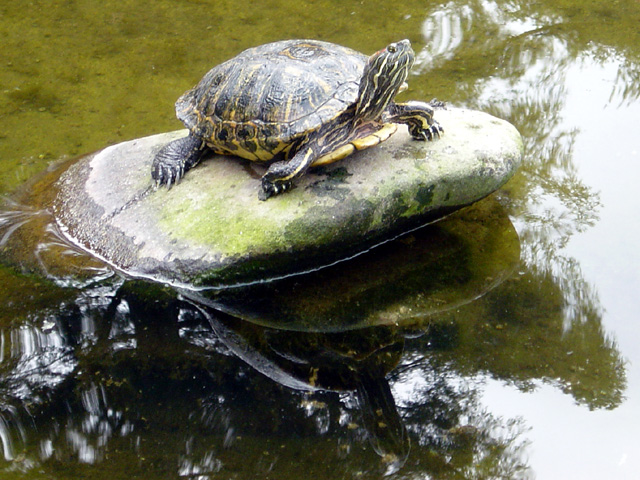
Tartaruga: símbolo de longevidade para os daoistas

Nas "12 formas de Qigong" e na sequência de "Exercícios para a Saúde dos 12 Órgãos Internos (panos de seda)" ensinada pelo Mestre Liu Pai Lin há também movimentos associados à tartaruga, considerada pelos daoistas um símbolo de longevidade: a "Respiração da Tartaruga" e o "Exercício da Tartaruga".
Na foto da tartaruga exibida ao lado podemos perceber a inspiração do movimento "Exercício da Tartaruga", onde o praticante após se agachar e encolher volta a se esticar e alonga o pescoço para a frente e os braços para trás, de modo semelhante ao movimento da tartaruga ao sair do casco.